# Cordaitàcies
Les cordaitàcies (Cordaitaceae) són una família extinta de gimnospermes llenyoses, l'única de l'ordre de les cordaitals. Podrien ser les primeres coníferes o bé haver donat lloc a les coníferes (Pinophyta), ginkgos (Ginkgophyta) i cícadàcies (Cycadophyta).
Tenien una mena de pinyes. Les Cordaitales aparegueren durant el Carbonífer formant grans arbres en ambients tropicals. També n'hi havia d'arbustius en els manglars i en el pantans. Els Cordaitales també abundaven en el Permià, però esdevingueren menys importants durant el Triàsic i desaparegueren en l'extinció del Triàsic-Juràssic. Molts Cordiatales tenien fulles com les del les actuals Araucariaceae i Podocarpaceae.
Gèneres comuns en el Carbonífer són Mesoxylon i Cordaixylon. Altres gèneres són Noeggerathiopsis i Sumaropsis.